# Subiculum
Das Subiculum ist ein Teil des Limbischen Systems, genauer des Hippocampus.
Es verbindet den Hippocampus mit dem Gyrus parahippocampalis, und man ist heute der Ansicht, dass es die letzte Instanz der Informationsverarbeitung des Hippocampus darstellt.
Es befindet sich in der Nachbarschaft des Ammonshorns (Cornu Ammonis), das im Archicortex (stammesgeschichtlich älterer Teil des Cortex cerebri) im Temporallappen lokalisiert ist. Innerhalb des Ammonshorns unterscheidet man (nach Art der dort vorkommenden Zellen) verschiedene Bereiche beziehungsweise Oberflächenstrukturen. Dazu zählen der
- Gyrus dentatus
- Sulcus hippocampi
- Sulcus fimbriodentatus
- Fimbria hippocampi
- Alveus hippocampi

Das Übergangsgebiet zwischen Ammonshorn und der angrenzenden entorhinalen Rinde wird als Subiculum bezeichnet.
Das Rindenband des Hippocampus wird nach seiner Breite, Zellgröße und Zelldichte in vier Abschnitte unterteilt: CA1 (CA für Cornu Ammonis) bis CA4. Afferenzen bekommt das Subiculum aus den CA1-Zellen. Efferenzen gehen vom Subiculum zum Nucleus ambiguus, zur Amygdala, zum präfrontalem Kortex und zum Hypothalamus. Sowohl Afferenzen als auch Efferenzen bestehen mit dem perirhinalen Kortex und zum entorhinalen Kortex.

## Klinische Bedeutung

### Mögliche Rolle bei der Alzheimer-Krankheit
Rattenstudien weisen darauf hin, dass eine Läsion des Subiculums die Verbreitung von Amyloid-beta in Rattenmodellen der Alzheimer-Krankheit verringert. Es wird angenommen, dass die Pathologie der Alzheimer-Krankheit Prionen-ähnliche Eigenschaften aufweist. Die Krankheit neigt dazu, sich in charakteristischer Reihenfolge vom entorhinalen Kortex durch das Subiculum zu verbreiten.